# Ганди, Соня
Со́ня Га́нди (хинди सोनिया गाँधी, род. 9 декабря 1946, Лузиана, Виченца, Италия) — индийский политик итальянского происхождения, лидер Индийского национального конгресса, вдова бывшего премьер-министра Индии Раджива Ганди.

## Биография
Имя, данное при рождении — Соня Антония Майно (по другим источникам, Эдвиге Антония Альбина Майно). Её предки происходили из Федерации семи общин в Тироле. Родители — Антонио и Паола Майно. Её отец во время Второй мировой войны находился в советском плену, однако, испытывая большое уважение к российской истории и культуре, назвал трёх дочерей русскими именами. Соней он назвал дочь в память о женщине, которая спасла его, приютив в своем деревенском доме, однако приходской священник отказался записать имя, потому что оно не соответствовало ни одной католической святой. Но в светском ЗАГСе её зарегистрировали как Соню, несмотря на жалобу приходского священника.  Соня была воспитана в консервативном католическом духе.
Соня выросла в итальянском городке Орбассано (в 20 км от Турина), посещала католическую школу. Её отец умер в 1983 году, мать с двумя сёстрами до сих пор живут близ Орбассано.
В 1965 году, во время прохождения курса английского языка в городе Кембридж, Соня встретила своего будущего мужа — Раджива Ганди, который учился в Кембриджском университете. Скромная свадебная церемония состоялась в 1968 году в Нью-Дели, после чего Соня переехала жить в дом своей свекрови Индиры Ганди (премьер-министр Индии в 1966—1977 и 1980—1984 годах).
В 1970 году у Сони родился сын Рахул, а в 1972 году — дочь Приянка. Индира Ганди видела преемником своего младшего сына — Санджая Ганди. Раджив Ганди оставался вне политических дел, работая пилотом в «Индийских авиалиниях». Однако в 1980 году, после гибели Санджая в авиакатастрофе, Раджив Ганди начал активно заниматься политикой. В 1984 году, после того, как его мать была убита, Раджив Ганди возглавил правительство.

## Роль в политике Индии
Во время нахождения мужа на должности премьер-министра Индии в 1984—1989 годах Соне Ганди как «первой леди» пришлось осуществлять публичную деятельность. После убийства мужа тамильской террористкой 21 мая 1991 года некоторые члены Партии Конгресса (название Индийского национального конгресса после раскола) просили её начать политическую деятельность, в основном из-за того, что она принадлежала к семье Ганди. Однако Соня Ганди отказалась и в течение следующих шести лет сторонилась политики. После её отказа лидером партии стал Нарасимха Рао.
В 1998 году она всё-таки решила начать политическую карьеру. Политические оппоненты постоянно обвиняли её в том, что она родилась не в Индии, что в продолжение 15 лет после замужества отказывалась от индийского гражданства (Соня Ганди получила гражданство Индии в 1983 году) и плохо знает хинди.
В 1999 году она была избрана лидером оппозиции 13-й Лок сабхи, а на выборах 2004 года начала агрессивную кампанию за смещение правительства Национально-демократического альянса, главную роль в котором играла Индийская народная партия во главе с премьер-министром Аталом Бихари Ваджпаи. После сенсационной победы Индийского национального конгресса на выборах она стала основным кандидатом на пост премьер-министра, но из-за развёрнутой политическими соперниками широкомасштабной кампании против прихода к власти иностранки отступилась, чтобы «сохранить единство нации». В итоге премьер-министром стал Манмохан Сингх, кандидатура которого была предложена Соней Ганди.
В 2017 году Соня Ганди передала бразды правления партией Индийского Национального Конгресса своему сыну Рахулу Ганди.
10 августа 2019 года, после ухода с должности Рахула Ганди, партия Конгресса вновь избрала Соню Ганди своим лидером, правда теперь уже временно исполняющим обязанности президента партии, в ожидании выборов постоянного президента.

## Хобби
Соня Ганди, как и её муж, — радиооператор-любитель, позывной VU2SON.